# Rolf Kickuth
Rolf Kickuth (* 20. November 1952 in Herne) ist ein deutscher Wissenschaftsjournalist und Verleger. Er betreibt in Gaiberg die „Agentur und Verlag Rubikon GbR“.

## Werdegang
Rolf Kickuth studierte nach einer zweijährigen Zeit bei der Bundeswehr Chemie und Elektrotechnik in Erlangen und Bochum. Er absolvierte 1980 ein journalistisches Praktikum bei den Erlanger Nachrichten mit dem Schwerpunkt Hochschulberichterstattung. Anschließend schrieb er als freiberuflicher Wissenschaftsjournalist u. a. für die Frankfurter Allgemeine Zeitung, Bild der Wissenschaft und Die Welt, war dann angestellter Redakteur beim Verlag Chemie.
1990 gründete er die „Agentur Rubikon für wissenschaftliche und technische Fachinformation“. Dort war er u. a. Leiter der deutschen Redaktion der damals wöchentlich erscheinenden Zeitung Chemische Rundschau sowie Chefredakteur des Informatik Spektrum. Seit längerem schon galt die künstliche Intelligenz als sein besonderes Interessensgebiet. Er entwickelte die Zeitung AXON – Zeitung für Real World Computing, die er von 1992 bis 1994 herausgab. 2001 erwarb er von der Brönner-Umschau-Gruppe die Zeitschrift Chemie in Labor und Biotechnik (CLB) und leitet sie seither als Chefredakteur. Zudem ist er Herausgeber und Autor mehrerer Bücher.

## Publikationen (Auswahl)
- Bio-inspired Computing. Agentur und Verlag Rubikon, August 2020, ISBN 978-3-9810449-6-6.
- Einfach Fliegen lernen mit McGyro – Die Theorie zum Tragschrauber-UL-Schein. Agentur und Verlag Rubikon, 2017; 2. Auflage 2018, ISBN 978-3-9810449-4-2.
- (Co-Herausgeber mit Robert Stephani von) Viktor Obendraufs schöne Experimente – Band 1: Labor & Theorie / Bildung & Unterhaltung. Agentur und Verlag Rubikon, 2015. (2. Auflage 2016, ISBN 978-3-9810449-2-8).
- (Co-Herausgeber mit Robert Stephani von) Viktor Obendraufs schöne Experimente – Band 2: Industrie & Anwendung / Haushalt & Natur. Agentur und Verlag Rubikon, 2016, ISBN 978-3-9810449-3-5.
- (Co-Autor von) Spurensuche in Gaiberg – Ein Buch zum 700-jährigen Jubiläum 2012. Agentur und Verlag Rubikon, 2016, ISBN 978-3-9810449-1-1.[1]
- (Co-Autor mit Maren Bulmahn) Alles Repetitio – oder was??? fragt der Bachelor die Laborantin. Agentur und Verlag Rubikon, 2005, ISBN 3-9810449-0-8.
- AXON – Zeitung für Real World Computing. Agentur und Verlag Rubikon, 1992–1994.
- Angedacht: Die PC-Technologie in zehn Jahren, Informatik Spektrum 220–222 (1998)
- Neuromorphic Engineering: Bottom up- statt top down-Forschung – Ansätze zur Simulation eines Gehirns – Memristoren als Hoffnungsträger. CLB 61, 2010, S. 440–451.
- „The Next Big Thing“ – Computerhardware: Von dem Von-Neumann-Flaschenhals zu memristiven neuromorphen Chips. CLB 67, 2016, S. 132–150.
- Maschinelles Lernen und künstliche Intelligenz (Themenschwerpunkt). CLB 69, 2018, S. 108–165.